# Аркинське сільське поселення (Охотський район)
Арки́нське сільське поселення (рос. Аркинское сельское поселение) — сільське поселення у складі Охотського району Хабаровського краю Росії.
Адміністративний центр та єдиний населений пункт — село Арка.

## Історія
2016 року було ліквідовано село Кетанда.

## Населення
Населення сільського поселення становить 606 осіб (2019; 761 у 2010, 1070 у 2002).

## Склад
До складу сільського поселення входять:
| Населений пункт | Населення, осіб (2002) | Населення, осіб (2010) |
| --------------- | ---------------------- | ---------------------- |
| Арка, село      | 892                    | 699                    |
| Кетанда, село   | 178                    | 62                     |